# Liste der Monuments historiques in Saint-Christophe-le-Chaudry
Die Liste der Monuments historiques in Saint-Christophe-le-Chaudry führt die Monuments historiques in der französischen Gemeinde Saint-Christophe-le-Chaudry auf.

## Liste der Bauwerke
| Bezeichnung                 | Beschreibung                           | Standort | Kennzeichnung | Schutzstatus | Datum | Bild |
| --------------------------- | -------------------------------------- | -------- | ------------- | ------------ | ----- | ---- |
| Château de la Forêt-Grailly | Schloss, erbaut im 15./16. Jahrhundert | (Lage)   | PA00096883    | Inscrit      | 1987  |      |